# Unchehara
Unchehara è una suddivisione dell'India, classificata come nagar panchayat, di 16.662 abitanti, situata nel distretto di Satna, nello stato federato del Madhya Pradesh. In base al numero di abitanti la città rientra nella classe IV (da 10.000 a 19.999 persone).

## Geografia fisica
La città è situata a 24° 22' 60 N e 80° 46' 60 E e ha un'altitudine di 324 m s.l.m..

## Società

### Evoluzione demografica
Al censimento del 2001 la popolazione di Unchehara assommava a 16.662 persone, delle quali 8.671 maschi e 7.991 femmine. I bambini di età inferiore o uguale ai sei anni assommavano a 2.671, dei quali 1.391 maschi e 1.280 femmine. Infine, coloro che erano in grado di saper almeno leggere e scrivere erano 10.752, dei quali 6.426 maschi e 4.326 femmine.